# 中川信夫 (評論家)
中川 信夫（なかがわ のぶお、1925年10月20日 - 1992年7月11日）は、日本の評論家、朝鮮研究の専門家。

## 略歴
神奈川県出身。1965年頃から評論活動に入り、1983年からは月刊誌『コリアン・アフェアーズ』を主宰した。

## 主張
1988年10月14日の文京区春日区民センターの講演会で、「こういうことは皆さんも聞いたことがないでしょう」として「韓国の政治は遅れており異常な国家体制だ」と断言して、「北朝鮮に自由がないというが、韓国にだって自由がないと思っている。まだ南北ともに訪れたことはないけれど、今、韓国では民主化闘争が盛んだから、自由な国になったらぜひ韓国にも行きたい。」と発言した。
同講演会では、「北朝鮮が孤立しているというのはおかしい」と発言した。
著書『金大中事件と日本』は、親北朝鮮の田英夫参議院議員に贈られたことがある。
ラングーン事件について著書『激動の朝鮮半島』で、「西側諸国では『北朝鮮犯行』説が執拗に流布され、半ば定着化されるまでになっている。だが、これに関しては、次のような幾つかの重大な疑問が絡んでいる」「『北朝鮮犯行説』が、物的証拠らしいものをほとんど持たず、犯人とされる『コリアン』カン・ミンチョルの自供に専ら依拠するものであった」「それを北朝鮮に結び付けるものは何もなかった」として、北朝鮮の犯行と結論付けたビルマ政府の公式発表を、韓国政府の外交関係断絶をちらつかせた強要によるものと主張していた。

## 著書
- 『北朝鮮とは何か―南北統一と日朝交渉』緑風出版、1992/7、ISBN 978-4846192594
- 『激動の朝鮮半島―日朝新時代と90年代統一』緑風出版、1990/12、ISBN 978-4846190460
- 『朝鮮半島はどうなるか―韓国民主化・南北統一と日本』未来社、1988/12、ISBN 978-4624420314
- 『疑惑の「真由美事件」―あの大韓機はどこへ行った?』柘植書房新社、1988/04、ISBN 978-4806802556
- 『私の韓国論』連合出版、1984/01、ISBN 978-4897720302
- 『日韓関係と全斗煥体制』三一書房、1981/11
- 『日韓タブーと言論の自由―言論・文化の日韓癒着を抉る』晩声社、1979/10
- 『KCIAの対日マスコミ工作―その実態と実例』晩声社、1978/08
- 『ターゲット―日韓疑惑の構造と論理』晩声社、1978/03
- 『白昼公然の錬金師たち―日韓腐敗構造の軌跡』朝日新聞社、1977/05
- 『朝鮮問題への基本的視角』田畑書店、1976
- 『日韓問題の歴史と構造』未来社、1975
- 『夜の沈黙に自由の鐘を―韓国民主化闘争地下文献集』現代史出版会、1975
- 『金大中事件と日本』田畑書店、1974
- 『日本軍国主義と朝鮮』田畑書店、1973
- 『植民地主義と民族革命』三一書房、1960